# Manuel Serrano y Ortega
Manuel Serrano y Ortega (Sevilla, 1856-Sevilla, 1919) fue un sacerdote, arqueólogo e historiador español.

## Biografía
Nació hacia el año 1856 en Sevilla, según afirmaba, y recibió el bautismo en la parroquia del Sagrario. Obtuvo en 1875 el grado de bachiller y siguió la carrera de Derecho a la vez que la de Teología. Obtuvo el título de licenciado en la primera y el orden del presbiterado. Fue uno de los fundadores de la Juventud Católica de Sevilla.
Aficionado a la arqueología y las indagaciones históricas, fue autor de Rodrigo de Triana (1892), Glorias sevillanas. Noticia histórica de la devoción y culto que la ciudad de Sevilla ha profesado a la Inmaculada Concepción de la Virgen Marta (1893), La nueva capilla del Sagrado Corazón de Jesús en el templo de San Andrés (1894), Las tradiciones sevillanas (1895), Noticia histórico-artística de la sagrada imagen de Jesús Nazareno, que con el título del Gran Poder, se venera en su capilla dM templo de San Lorenzo de esta ciudad (1898), Relación de las fiestas celebradas por la Hermandad de N. P. Jesús del Gran Poder (1899), Noticia histórica del Seminario de Mareantes y Real Colegio de San Telmo de Sevilla (1901), Noticias históricas de la Hermandad de San Casiano, Bibliografía de la Catedral de Sevilla (1902), Guía de los monumentos históricos y artísticos de los pueblos de la provincia de Sevilla (1911) y El Patronato de la Virgen de la Antigua en los descubrimientos geográficos de los españoles en el Nuevo Mundo (1914).
También escribió, aunque Mario Méndez Bejarano no sabía si finalizó, una Bibliografía de la Historia de Sevilla y su Provincia, Pedro Roldán y sus obras, Bibliografía mariana de libros castellanos, Recuerdos de Sevilla antigua, Colección de artículos, La fiesta del Corpus en Sevilla y Monografía de estampas de la Catedral de Sevilla. En 1918 publicó en El Correo de Andalucía, con el epígrafe de «Policía arqueológica», unos artículos acerca de arte retrospectivo local. Falleció el 8 de enero de 1919 en Sevilla.